# Zemětřesení v Roermondu 1992

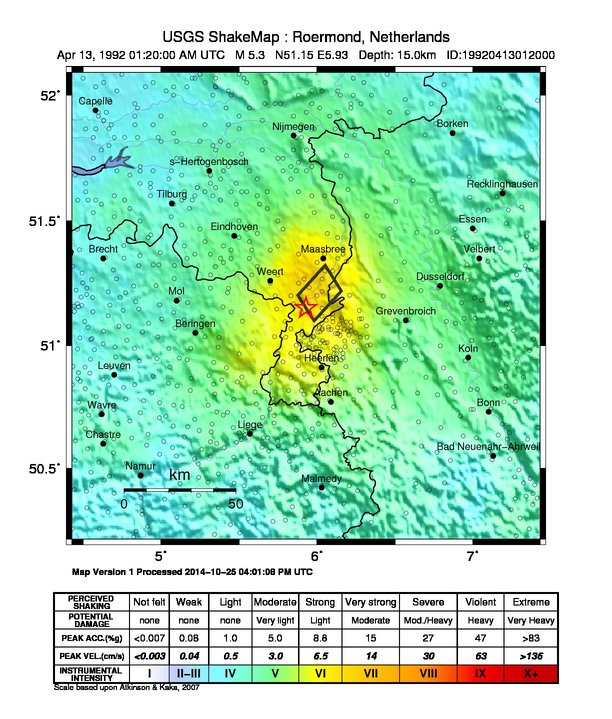
Mapa zemětřesení podle USGS

Zemětřesení v Roermondu vypuklo 13. dubna 1992, zhruba ve 3:20 místního času (1:20 UTC) se silou 5,3 a podle Mercalliho stupnice dosáhlo intenzity VII (velmi silné). Jedná se o nejsilnější zaznamenané zemětřesení v Nizozemsku a v severozápadní Evropě. Způsobilo značné škody na starších budovách v Nizozemsku a sousedních zemích, Belgii a Německu. Nikdo nezemřel. Po zemětřesení následovalo více než 200 dotřesů.

## Epicentrum
Epicentrum se nacházelo asi 5 km jižně od Roermondu na zlomové linii Rúrské příkopové propadliny.
Otřesy byly pociťovány i v Československu, Švýcarsku, Francii a Velké Británii.